# V район (Турку)
V район (фін. V kaupunginosa швед. V stadsdel, іноді — Ітяранта, фін. Itäranta, швед. Öststranden — один із центральних районів міста Турку, що входить до Центрального територіального округу. 

## Географічне положення
Район розташований уздовж східного узбережжя річки Аурайокі, у зв'язку з чим і отримав свою другу назву — Ітяранта (фін. Itäranta З півночі межує з IV районом — Мартті, з півдня — з Вягягейккіля і з заходу — Корпполайсмякі. 

## Пам'ятки
Район виник навколо старого заводу, а вулиці отримали морські назви. Квартири в житлових будинках на Вілккілянмякі (Vilkkilänmäki), побудованих з видом на річку, є одними з найдорожчих. З іншого боку, комплекс будівель, споруджених на Лайвурінранна (Laivurinranna), критикується за занадто щільну забудову. 
Старий житловий фонд представлений промисловими казарменними будівлями, які нині використовуються з культурною метою. 

## Транспорт
На річці Аурайокі діє безкоштовний паром Фьорі, що з'єднує район Ітяранта з VIII районом. 

## Населення
У 2007 населення району становило 3 656 осіб. 
У 2004 чисельність населення району становила 3 677 осіб, з яких діти молодше 15 років становили 13,41%, а старше 65 років — 10,31%. Фінською мовою в якості рідної володіли 90,02%, шведською — 5,17%, а іншими мовами — 4,81% населення району. 